# Wear My Kiss
"Wear My Kiss" – piosenka electropop stworzona przez Centela Batteya, Andre Battey, Petera Hernandeza i Phillipa Lawrence'a na siódmy album studyjny brytyjskiego girlsbandu Sugababes, Sweet 7 (2010). Wyprodukowany przez Fernanda Garibaya, utwór wydany został jako trzeci singel promujący krążek dnia 18 lutego 2010 r. w systemie digital download.

## Teledysk
Teledysk do singla nagrywany był w dniach 14-15 grudnia 2009 oraz reżyserowany przez Martina Weisza. Klip miał premierę dnia 20 stycznia 2010 za pośrednictwem oficjalnego profilu MySpace zespołu.
Teledysk, zrealizowany w całości z wykorzystaniem efektów specjalnych ukazuje członkinie grupy śpiewające i tańczące w białych pomieszczeniach oraz na zewnątrz budynku. Podczas trwania klipu ukazane są ujęcia prezentujące powielone postacie wokalistek. Cały wideoklip utrzymany jest w prostocie.

## Listy utworów i formaty singla
Brytyjski singel iTunes
1. "Wear My Kiss"
2. "Wear My Kiss" (7th Heaven Remix)

Interetowy Remix Bundle singel
(Wydany dnia 21 lutego 2010)
1. "Wear My Kiss"
2. "Wear My Kiss" (Switch Alt Mix)
3. "Wear My Kiss" (7th Heaven Remix)

## Pozycje na listach
| Lista przebojów (2010) | Najwyższa pozycja |
| ---------------------- | ----------------- |
| Irlandia Singles Chart | 9                 |
| UK Singles Chart       | 7                 |

## Daty wydania
| Region          | Data           | Format           | Wytwórnia       |
| --------------- | -------------- | ---------------- | --------------- |
| Irlandia        | 18 lutego 2010 | Digital download | Universal Music |
| Irlandia        | 19 lutego 2010 | CD singel        | Universal Music |
| Wielka Brytania | 21 lutego 2010 | Digital download | Universal Music |
| Wielka Brytania | 22 lutego 2010 | CD singel        | Universal Music |